# Hypolimnas inconstans
Hypolimnas inconstans är en fjärilsart som beskrevs av Butler 1873. Hypolimnas inconstans ingår i släktet Hypolimnas och familjen praktfjärilar. Inga underarter finns listade i Catalogue of Life.